# 泰和県
泰和県（たいわ-けん）は中華人民共和国江西省吉安市に位置する県である。

## 行政区画
- 鎮：澄江鎮、碧渓鎮、橋頭鎮、禾市鎮、螺渓鎮、蘇渓鎮、馬市鎮、塘洲鎮、冠朝鎮、沙村鎮、老営盤鎮、小竜鎮、灌渓鎮、苑前鎮、万合鎮、沿渓鎮
- 郷：石山郷、南渓郷、上模郷、水槎郷、上圯郷、中竜郷

## 交通

### 航空
- 井岡山空港

### 鉄道
- 中国国家鉄路集団
  - 京九線、昌贛旅客専用線
    - 泰和駅

### 道路
- 高速道路
  - 大広高速道路
  - 泉南高速道路
  - 泰井高速道路
- 国道
  - G105国道
  - G319国道